# Chinese witbrauwroodmus
De Chinese witbrauwroodmus (Carpodacus dubius) is een zangvogel uit de familie Fringillidae (Vinkachtigen).

## Verspreiding en leefgebied
Deze soort komt voor in het noorden, westen en zuidwesten van China en oostelijk Tibet en telt 3 ondersoorten:
- Carpodacus dubius femininus: oostelijk Tibet en zuidwestelijk China.
- Carpodacus dubius dubius: westelijk centraal China.
- Carpodacus dubius deserticolor: Centraal China.